# Antología laica
Antología laica. 66 textos comentados para comprender el laicismo es un libro de filosofía del año 2009 en el que los autores Henri Peña-Ruiz y César Tejedor de la Iglesia comentan, desde una mirada laica, 66 textos clásicos y contemporáneos -con puntos de vista distintos y contrapuestos- del ámbito de la filosofía, la religión, la política, la literatura y la enseñanza. El libro ha sido editado por la Universidad de Salamanca.

## Estructura del libro y autores
Para los autores el laicismo comprende e integra las diferencias del ser humano. La fraternidad permite sobreponerse a las disputas e injusticias de los particularismos culturales, religiosos o económicos.
Peña-Ruiz y Tejedor de la Iglesia comentan los textos seleccionados de autores clásicos que han agrupado en seis secciones temáticas:

### Las diversas opciones espirituales
| - Platón (427 a. C. - 347 a. C.) - Creer o saber - Agustín de Hipona (354-430) - La opción espiritual religiosa - Paul Henri Thiry d'Holbach (1723-1789) - La opción espiritual atea - David Hume (1711-1776) - El agnosticismo | - Hugues-Félicité Robert de Lamennais (1782-1854) - Un humanismo religioso - Albert Camus (1913-1960) - Un humanismo ateo - Lucrecio (99 a. C. - 55] a. C.) - Miedo a los dioses o sabiduría filosófica - Ludwig Feuerbach (1804-1872) - La moral anterior a la religión |

### Religión y política: una relación peligrosa
| - Immanuel Kant (1724-1804) - El libro negro del cristianismo histórico - Victor Hugo (1802-1885) - Balance de una tradición de opresión - Las religiones del libro - Fuentes ambiguas - Agustín de Hipona (354-430) - La persecución legitimada - Tomás de Aquino (1225-1274) - ¿Obligar a los infieles? | - Pío IX (1782-1878) y Pío X (1835-1914) - Condena de los derechos humanos - Emmanuel de las Cases (1766-1842) - La colusión interesada de lo religioso y lo político - Jaime Balmes i Urpià (1810-1848) - Justificación antilaica del concordato - Constitución española (1978) - Unos principios constitucionales contradictorios |

### La razón contra la opresión
| - Pierre Bayle (1674-1706) - El sinsentido de un credo impuesto - Lamennais (1782-1854) - La persecución en la memoria - Montesquieu (1689-1755) - El absurdo de la persecución - Jean-Jacques Rousseau (1712-1778) - El conflicto de las revelaciones - Voltaire (1694-1778) - La intolerancia desacralizada | - Averroes (1126-1198) - La razón y la escritura I - Blaise Pascal (1623-1662) - La razón y la escritura II - Baruch Spinoza (1632-1677) - La razón y la escritura III - Francisco Delgado - Europa laica: la lucha por construir un Estado laico |

### Valores y principios de la laicidad
| - Declaración Universal de los Derechos Humanos (1948) - Los fundamentos universales - René Descartes (1596-1650) - Pensamiento autónomo y generosidad - Baruch Spinoza (1632-1677) - Libertad de conciencia y generosidad - Jean-Jacques Rousseau (1712-1778) - Interés común y soberanía - Rabaut de Saint-Étienne (1743-1793) - La igualdad en la libertad - Nicolas de Condorcet (1743-1794) - Crítica del oscurantismo y sentido de la emancipación universal | - Immanuel Kant (1724-1804) - El juicio sin tutela - Joaquín Costa (1846-1911) - El derecho como ámbito de libertad civil - Henri Peña-Ruiz - La emancipación laica - Juan Valera (1824-1905) - La doble emancipación - Pablo Iglesias (1850-1925) - ¿Capitalismo y neoliberalismo: el nuevo clericalismo? - Margarita Lema Tomé - Libertad de conciencia e inmigración |

### El Estado emancipado: la separación laica
| - John Locke (1632-1704) - Una privatización parcial de lo religioso - Benjamin Constant (1767-1830) - Un liberalismo discriminatorio - John Stuart Mill (1806-1873) - Stuart Mill - Jean-Jacques Rousseau (1712-1778) - El respeto de la esfera privada - Baruch Spinoza (1632-1677) - Separar el Estado y la religión - Ley francesa de 1905 de separación de las Iglesias y el Estado - Jean-Paul Scot - El Estado a lo suyo, la Iglesia a lo suyo - Manuel Azaña (1880-1940) - La política al margen de la religión - Thomas Jefferson (1743-1826) - Un 'muro' de separación para defender los derechos naturales del hombre | - Simón Bolívar (1783-1830) - La emancipación latinoamericana - Benito Juárez (1806-1872) - Una política de emancipación laica de México - Roberto Blancarte - La laicidad como cambio de fundamento del Estado - La Iglesia contra las leyes laicas - La Iglesia católica contra el laicismo en España - Nostalgia de los privilegios perdidos - Leopoldo Alas «Clarín» (1852-1901) - ¿Ser laico sin dejar de ser católico? - Jean Jaurès (1859-1914) - El derecho laico, fuente de igualdad |

### La laicidad de la escuela pública
| - Nicolas de Condorcet (1743-1794) - Hacer de la razón un atributo de todo el pueblo - Jean Jaurès (1859-1914) - Neutralidad no significa olvido de la verdad - Jules Ferry (1832-1893) - El compromiso con lo universal - Max Weber (1864-1920) - La deontología laica - Francisco Giner de los Ríos (1839-1915) - La escuela laica y los peligros del dogmatismo - José Ortega y Gasset (1883-1955) - Educación laica y religión, sin clericalismo | - Juan Donoso Cortés (1809-1853) - Crítica antilaica de la escuela liberal - Abad Jules Auguste Lemire (1853-1928) - Dinero público, escuela pública - Conde de Romanones (1863-1950) - El Estado como garante de las exigencias mínimas de toda enseñanza - Institución Libre de Enseñanza (1876-1936) - Claves para una educación laica integral - Catherine Kintzler (1947-) - Las exigencias propias de la laicidad escolar - Gabriel Séailles (1852-1922) - La escuela laica, foco de emancipación |